# Port lotniczy Dajabón
Port lotniczy Dajabón (ICAO: MDDJ) – port lotniczy położony w Dajabón, w prowincji Dajabón, w Dominikanie.